# Property and Freedom Society
Property and Freedom Society (PFS) - en español Sociedad Propiedad y Libertad - es una organización austro-libertaria dedicada a la promoción de los derechos de propiedad, el libre comercio, el antiempirismo, antimilitarismo, antiimperialismo, antiigualitarismo, el derecho a discriminar y el conservadurismo social. Fundada en mayo de 2006 bajo el liderazgo del teórico social Hans-Hermann Hoppe, PFS se presenta como una alternativa más radicalmente libertaria frente a la Sociedad Mont Pelerin a la que desde PFS se identifica como alineada al mainstream "estatista".
Hoppe ha definido los objetivos de PFS de esta manera:

Por un lado, positivamente, tenía que explicar y aclarar las exigencias y requerimientos jurídicos, económicos, cognitivos y culturales y las características de un orden natural libre, sin participación del Estado.

Por otro lado, negativamente, se quería desenmascarar al Estado y mostrarlo como lo que realmente es: una institución manejada por grupos de asesinos, saqueadores y ladrones, rodeado de ávidos verdugos, propagandistas, aduladores, malhechores, mentirosos, payasos, charlatanes, majaderos e idiotas útiles – una institución que ensucia y mancha todo lo que toca.

La PFS funciona por afiliación previa invitación y realiza conferencias anuales en Bodrum, Turquía, donde los intelectuales invitados exponen y discuten ideas en lo que sugiere Hans-Hermann Hoppe es una "zona libre de corrección política". Esta apertura a permitir temas no convencionales que incluyen el anarquismo y así también el racialismo y el separatismo —lo que ha traído críticas a la organización. El PFS ha generado controversia al acoger repetidamente al neonazi Richard B. Spencer como orador principal, además de presentar a otros individuos afiliados al nacionalismo blanco y al racismo, como Jared Taylor.